# The Pirate Movie
The Pirate Movie is een Amerikaanse muziekfilm uit 1982 onder regie van Ken Annakin. De film is gebaseerd op de operette The Pirates of Penzance van William S. Gilbert en Arthur Sullivan en werd slecht ontvangen door zowel critici als het publiek. Hij werd genomineerd voor negen Razzie Awards en won er drie.

## Verhaal
Mabel is een onopvallend meisje dat dolgraag populair wil zijn. Ze wordt verliefd op piraat Frederic. Ze willen dolgraag een normaal leventje leiden en trouwen, maar worden tegengehouden door enkele obstakels. Zo is het in Mabels familie traditie dat de jongste dochter pas mag trouwen wanneer haar oudere zussen zijn getrouwd. Mabel is de jongste dochter, met enkel vrijgezellen als oudere zussen. Ook Frederic wordt tegengehouden door zijn familie. Hij moet namelijk piraat blijven tot zijn eenentwintigste verjaardag, met alle gevolgen van dien als hij het schip eerder verlaat. Hun problemen worden nog groter wanneer Mabel wordt ontvoerd door concurrerende piraten.

## Rolverdeling
| Acteur             | Personage     |
| ------------------ | ------------- |
| Kristy McNichol    | Mabel         |
| Christopher Atkins | Frederic      |
| Ted Hamilton       | Piratenkoning |
| Bill Kerr          | Major General |

## Filmmuziek
| 1. "Victory" - Pirates featuring Mike Brady 2. "We are the Pirates" - Ian Mason 3. "Stand Up and Sing" - Kool & the Gang 4. "The Chinese Battle" - Peter Sullivan & the Orchestra 5. "I Am the Pirate King" - Ted Hamilton & the Pirates 6. "The Sisters' Song" - The Sisters 7. "First Love" - Kristy McNichol & Christopher Atkins 8. "The Chase" - Peter Sullivan & the Orchestra 9. "The Modern Major General" - Bill Kerr & the Cast 10. "Pumpin' and Blowin'" - Kristy McNichol | 1. "The Duel" - Peter Sullivan & the Orchestra 2. "How Can I Live Without Her" - Christopher Atkins 3. "Hold On" - Kristy McNichol 4. "Tarantara" - Garry McDonald & the Policemen 5. "We are the Pirates II" - Ted Hamilton & the Pirates 6. "Come Friends Who Plow the Sea" - Ted Hamilton & the Pirates 7. "Pirates, Police, and Pizza" - Peter Sullivan & the Orchestra 8. "Happy Ending" - Cast 9. "Happy Ending" - Peter Cupples Band 10. "Medley" - Peter Sullivan & the Orchestra |